# Piers Bohl

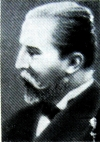
Piers Bohl

Piers Bohl (Valka, 23 oktober 1865 - Riga, 25 december 1921) was een Letse wiskundige, die werkte op het gebied van differentiaalvergelijkingen, topologie en quasi-periodieke functies. 
Hij werd in 1865 in Valka, Lijfland geboren in het gezin van een arme Baltisch Duitse handelaar. Na in 1884 te zijn afgestudeerd aan een Duitse school in Viljandi ging hij wis- en natuurkunde studeren aan de Universiteit van Tartu. In 1893 behaalde Bohl zijn doctoraat. Dit was voor een onderzoek van quasi-periodieke functies. De notie van een quasi-periodieke functie werd verder veralgemeend door Harald Bohr, toen deze de bijna-periodieke functies introduceerde.